# Poljane pri Mirni Peči
Poljane pri Mirni Peči este o localitate din comuna Mirna Peč, Slovenia, cu o populație de 52 de locuitori.